# Теребень (Гомельская область)
Теребень (бел. Церабень) — деревня в Грабовском сельсовете Петриковского района Гомельской области Беларуси.
На юге, севере и западе граничит с лесом.

## География

### Расположение
В 25 км на северо-запад от Петрикова, 12 км от железнодорожной станции Копцевичи (на линии Лунинец — Калинковичи), 190 км от Гомеля.

### Гидрография
На востоке Михедово-Грабовский канал.

## Транспортная сеть
Транспортные связи по просёлочной, затем автомобильной дороге Лунинец — Калинковичи. Застройка деревянная усадебного типа.

## История
По письменным источникам известна с начала XX века как селение в Грабовской волости Мозырского уезда Минской губернии. В 1908 году, рядом находилось одноимённое урочище. В 1931 году организован колхоз. Во время Великой Отечественной войны в ноябре 1942 года оккупанты полностью сожгли деревню и убили 5 жителей. 6 жителей погибли на фронте. Согласно переписи 1959 года в составе колхоза «Победа» (центр — деревня Грабов).

## Население

### Численность
- 2004 год — 1 хозяйство, 1 житель.

### Динамика
- 1908 год — 8 дворов, 51 житель; в одноимённом урочище 1 двор, 21 житель.
- 1921 год — 14 дворов, 84 жителя.
- 1940 год — 19 дворов.
- 1959 год — 64 жителя (согласно переписи).
- 2004 год — 1 хозяйство, 1 житель.